# René Stauß
René Stauß (* 17. September 1987 in Benzingen, Baden-Württemberg) ist ein ehemaliger deutscher Leichtathlet. Er trat im Zehnkampf, Hallen-Siebenkampf und beim Hochsprung an.

## Berufsweg
René Stauß machte 2007 sein Abitur am Hohenzollern-Gymnasium Sigmaringen und absolvierte später ein dreimonatiges Praktikum beim Württembergischen Leichtathletik-Verband (WLV). 2008 erwarb er den C-Trainerschein und begann im Oktober ein Studium.  Anfang 2012 nahm Stauß eine fünfzig-Prozent-Stelle als Cheftrainer bei der LAV Tübingen an. Im Herbst 2014 reichte er seine Masterarbeit an der Eberhard Karls Universität Tübingen im Fach Sportwissenschaft mit Profil Sportmanagement ein und ist seit September Bildungsreferent beim WLV. Dort ist er auch stellvertretender Geschäftsführer und war in den vorangegangenen Jahren als Aktivensprecher bereits im Präsidium unterwegs.

## Sportliche Karriere
René Stauß kam etwa 1993 durch seinen Grundschullehrer zur Leichtathletik. Bevor er sich dem Mehrkampf zuwandte, war er sehr erfolgreich im Hochsprung (u. a. als Landesmeister) und Hoffnungsträger beim Hochsprungnachwuchs.
2006 wurde Stauß Deutscher Hallenmeister im Hochsprung bei der Jugend. 2008 holte er sich mit 2,14 m bei den Süddeutschen Juniorenmeisterschaften in Ludwigshafen den Meistertitel. Bei den Süddeutschen Meisterschaften der Männer wurde er Zweiter und als Krönung holte sich Stauß im gleichen Jahr in Recklinghausen den Deutschen Vizemeistertitel bei den Junioren. Jedoch hatte er wiederholt Probleme mit dem Sprungfuß, die auch den Wechsel zum Zehnkampf mit sich brachten.
Bei den Deutschen Mehrkampfmeisterschaften kam er bald auf vordere Plätze. 2014 wurde er Deutscher Meister im Mehrkampf. 2015 belegte er bei der Universiade in Gwangju den 3. Platz. 2016 erfüllte Stauß beim Mehrkampf-Meeting in Marburg den 2. Teil der Norm für die Teilnahme an den Europameisterschaften in Amsterdam und wurde später auch nominiert. Dort belegte er allerdings nur den 17. Platz, auch weil ihm im Stabhochsprung kein gültiger Versuch gelang.
Seine persönliche Zehnkampfbestleistung von 8009 Punkten erreichte Stauß beim Thorpe Cup 2017 in Düsseldorf.
Mit der Saison 2017 beendete Stauß seine sportliche Karriere, um sich beruflich ganz seinen Aufgaben beim Württembergischen Leichtathletikverband (WLV) widmen zu können.

## Vereinszugehörigkeiten
Stauß startet für die SG Schorndorf 1846. Zuvor war er bis 2015 bei der LAV Tübingen, zu der er 2011/12 vom VfL Sindelfingen gewechselt hatte. Von 2002 bis 2007 war Stauß bei der PSG Sigmaringen, von wo er Ende 2007 zu den Stuttgarter Kickers ging und nach gut einem Jahr zum VfL Sindelfingen wechselte. Stauß trug auch das Trikot vom VfL Winterlingen.

## Erfolge
national
- 2006: Deutscher Jugendhallenmeister (Hochsprung)
- 2008: Deutscher Junioren-Vizemeister (Hochsprung)
- 2011: 6. Platz Deutsche Meisterschaften (Hochsprung)
- 2012: 3. Platz Deutsche Mehrkampfmeisterschaften (Mannschaft)
- 2012: 6. Platz Deutsche Meisterschaften (Hochsprung)
- 2012: 7. Platz Deutsche Mehrkampfmeisterschaften (Zehnkampf)
- 2013: 6. Platz Deutsche Meisterschaften (Hochsprung)
- 2013: 3. Platz Deutsche Mehrkampfmeisterschaften (Zehnkampf)
- 2013: Deutscher Mehrkampf-Vizemeister (Mannschaft)
- 2014: 3. Platz Deutsche Hallenmehrkampfmeisterschaften (Siebenkampf)
- 2014: 5. Platz Deutsche Hallenmeisterschaften (Hochsprung)
- 2014: Deutscher Meister (Mehrkampf)

international
- 2015: 3. Platz[4] Universiade (Zehnkampf)